# Bârlad
Bârlad é uma cidade da Roménia, no judeţ (distrito) de Vaslui com 55.837 habitantes (Censos de 2011).

## População
| 1912  | 1930  | 1948  | 1956  | 1966  | 1977  | 1992  | 2002  | 2011  |
| 25288 | 26204 | 24035 | 32040 | 41060 | 55937 | 77518 | 69183 | 55837 |